# ميشائيل مولر (سياسي)
ميشائيل مولر (بالألمانية: Michael Müller)‏ (مواليد 9 ديسمبر 1964 في برلين الغربية)، سياسي ألماني ينتمي إلى الحزب الديمقراطي الاجتماعي الألماني (SPD) يشغل منصب عمدة برلين منذ عام 2014. من نوفمبر 2017 إلى أكتوبر 2018 شغل منصب رئيس البوندسرات، ومن نوفمبر 2018 إلى أكتوبر 2019 منصب النائب الأول لرئيس البوندسرات.

## مناصب
تولى منصب رئيس البوندسرات (منذ 1 نوفمبر 2017)، وعمدة برلين (منذ 11 ديسمبر 2014)، وعضو مجلس الشيوخ ‏، برلين (24 نوفمبر 2011–11 ديسمبر 2014)، وعضو في برلمان برلين ‏ (منذ 1996).

## روابط خارجية
- ميشائيل مولر على موقع مونزينجر (الألمانية)